# Kawasaki Ninja Cup
La Kawasaki Ninja Cup (más conocida como Ninja Cup) fue una competición motociclista que se desarrolló en España entre los años 2007 y 2012. La competición se desarrollaba dentro del marco del Campeonato de España de Velocidad y se disputaba sobre una Kawasaki Ninja ZX-6R. En el año 2013, Kawasaki sustituyó esta competición por la Kawasaki Z Cup, de formato similar pero sobre una moto Naked, la Kawasaki Z800.

## Campeones de la Kawasaki Ninja Cup
- Román Ramos  (2007)
- Francisco Javier Oliver  (2008)
- Kyle Smith  (2009)
- Ángel Molero  (2010)
- Adriá Araújo  (2011)
- Julio David Palao  (2012)

## Circuitos
La Kawasaki Ninja Cup visitó durante su historia varios circuitos, siempre dentro de la geografía española. En concreto, seis circuitos diferentes vieron competir a las ZX-6R, siempre dentro de la estructura del Campeonato de España de Velocidad. En todas las temporadas, excepto en 2008, la copa constó de cinco carreras.